# كرايغ فيتزغيبون
كرايغ فيتزغيبون (بالإنجليزية: Craig Fitzgibbon)‏ هو لاعب دوري الرغبي أسترالي، ولد في 16 يونيو 1977 في ولونغونغ في أستراليا.

## روابط خارجية
- كرايغ فيتزغيبون على موقع ItsRugby.co.uk (الإنجليزية)